# Цаликов, Ахмет Бацкоевич
Ахме́т Бацко́евич Ца́ликов (10 июля 1929 года в селении Ногкау, Северная Осетия — 21 сентября 2023 года) — советский и азербайджанский скульптор, заслуженный художник Азербайджанской ССР, лауреат Государственной премии Азербайджанской ССР (1980). С 2017 года проживал во Владикавказе. 90-летний юбилей скульптора отмечен правительством и отражён в местных изданиях.

## Биография

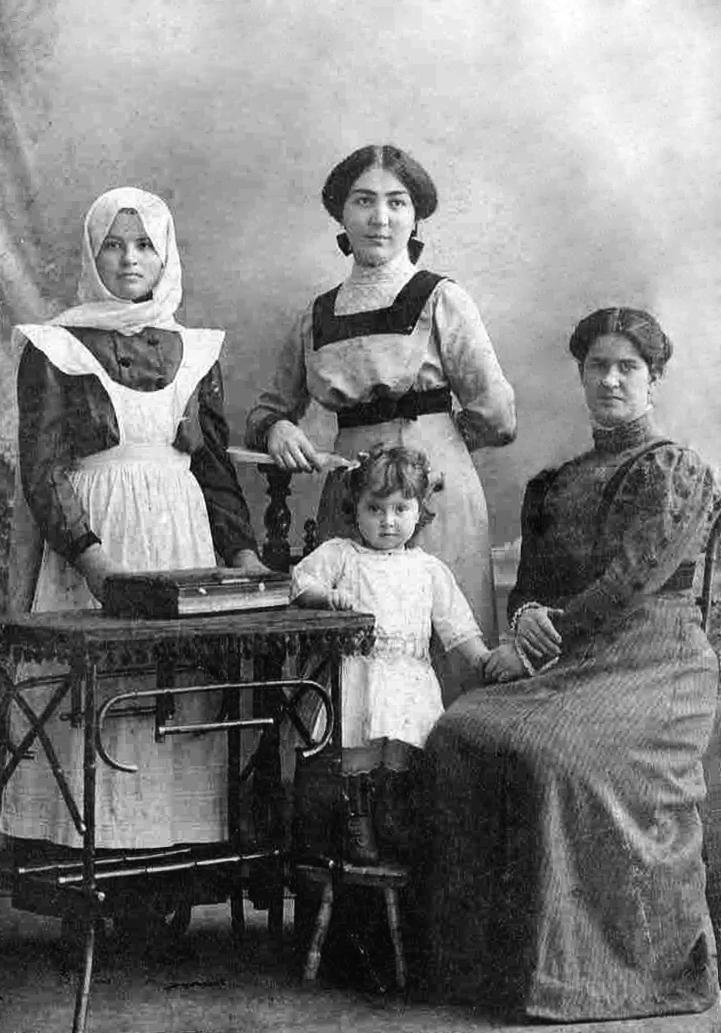
Мать скульптора Ахмета Цаликова Бади Бекузарова в центре вверху

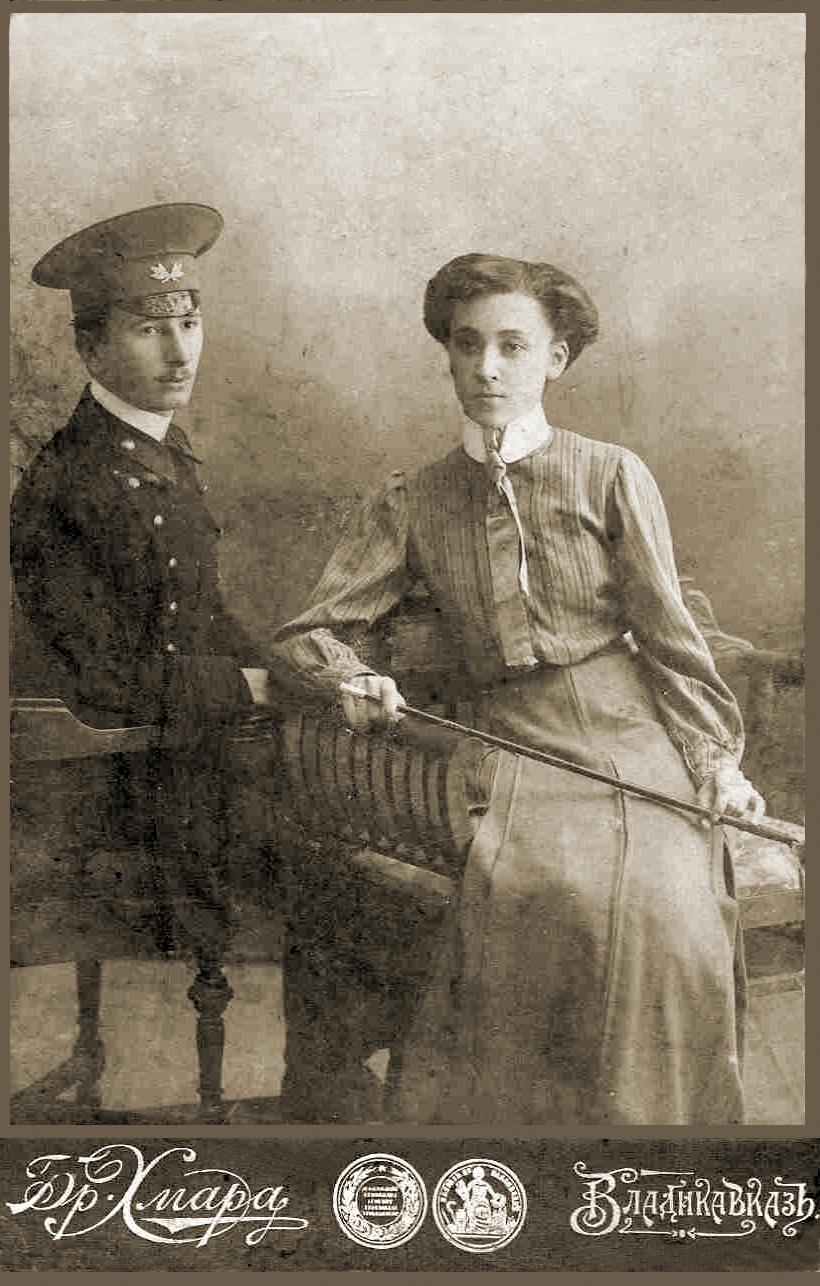
Хамурза (Бацко) Цаликов с Айсетой, дочерью генерала-майора Данилбека Цаликова

Раннее детство скульптора прошло в селении Ногкау Алагирского района Северо-Осетинской АССР. Отец — сельский учитель Хамурза (Бацко) Цаликов. Дед, Бимболат (Бицо) Батырович Цаликов, был Георгиевским Кавалером, всадником Владикавказского Казачьего полка. Бимболат отличился в Русско-Турецкой войне 1877—1878 гг. в боях за освобождение Болгарии. Мать, Фатима (Бади), была дочерью полковника императорской армии Джанхота Дзанальдеевича Бекузарова.
Новая власть невзлюбила семью. Старший брат отца скульптора, полковник императорской армии Алмахсит Цаликов в 1930 году заседанием тройки был приговорён к 10 годам высылки в Северный край по статье 58-10 УК. Там он и погиб. Отец художника обвинялся в контрреволюционной деятельности неоднократно — дважды его задерживали ещё в 1928 году. А сразу после рождения Ахмета отец на 3 года был сослан в Узбекистан по статье 58-10-11.
Оставшись без поддержки и средств, мать вывезла четверых детей, включая полуторогодовалого Ахмета, из Осетии, где им уже невозможно было оставаться. Обосновалась семья в Баку. Снова отца скульптора арестовали уже там в 30-е годы всё по той же контрреволюционной статье. Только спустя 20 лет ссылки и уже после смерти Сталина отцу художника удалось тайно, без документов, бежать. Ему ещё долго пришлось скрываться, перед тем как законно воссоединиться с семьей.
В 1942 году, перед казавшимся неизбежным гитлеровским вторжением в нефтяной Баку, мальчика отправили в родное село Ногкау, чтобы избежать оккупации. Но случилось наоборот. Остановленная и разгромленная на Северном Кавказе гитлеровская армия не смогла дойти до Баку, но надолго задержалась на подступах к городу Орджоникидзе, в том числе в селении Ногкау, где находился Ахмет.
Только после того как из Осетии ушли под Сталинград 23-я танковая дивизия и мотодивизия СС «Викинг», а именно 24 декабря 1942 года, Совинформбюро сообщило: «наши войска перешли в наступление и, сломив сопротивление противника, заняли крупные населенные пункты Дзуарикау, Кадгарон, Ардон, Алагир, Ногкау» . Сразу после этого Ахмет вернулся в Баку. Большая часть его жизни прошла в известном бакинцам районе города — Шемахинка.

### Образование
Лепить и высекать из камня мальчик стал в дошкольном возрасте. Первую работу сделал в пять лет, превратив кусок кирпича в удивительно точную модель своего дома. Сразу после окончания средней школы Ахмет поступил в Азербайджанское государственное Художественное училище имени Азима Азимзаде. Затем продолжил образование в Ленинградской академии художеств, на тот момент известной как Институт живописи, культуры и архитектуры им. И. Е. Репина, в мастерской Михаила Аркадьевича Керзина.
По окончании Академии молодой скульптор вернулся из Ленинграда в родной и любимый им Баку, с которым связал всё своё творчество. Своими учителями Ахмет Бацкоевич называет Джалала Каръягды и Пинхоса Владимировича Сабсая. Его творческий путь был связан с Мир-Али Мир-Касимовым, Эльмирой Гусейновой  и другими известными советскими скульпторами .

### Творчество

Статуя Александра Пушкина на фронтоне лоджии здания Азербайджанской республиканской библиотеки имени М. Ф. Ахундова. Работа А. Б. Цаликова

Работы мастера отражают интернациональный дух и подтверждают, что у его творчества нет географических и национальных границ. Ему одинаково хорошо удавались и восточные, и славянские портреты. В любом герое он сначала сам чувствовал его характер, а потом умел оживить его в камне. Как живая, фигура Александра Сергеевича Пушкина до сих пор обозревает город с фасада библиотеки М. Ф. Ахундова. Глаза хорошо известных бакинцам замечательных людей улыбаются с многочисленных мемориальных досок установленных Ахметом Цаликовым на стенах их домов.
В Государственном Эрмитаже выставлены медали работы Ахмета Бацкоевича, изготовленные к юбилеям Самеда Вургуна, Муслима Магомаева, Мамедкулизаде.
Из монументальных трудов Ахмета Цаликова нужно отметить установленный в Баку в 1977 году памятник председателю ВЧК Феликсу Дзержинскому . Выросший в пострадавшей от Красного террора семье скульптор долго изучал биографию Железного Феликса, когда получил заказ от правительства на установку монумента к 60-летнему юбилею Великой Октябрьской социалистической революции. Удивительно точными и простыми линиями ему удалось отчеканить из камня мрачный силуэт - словно хищную птицу, уверенно оглядывающую свои позиции перед боем. В этой работе Ахмет изменил своему классическому стилю и предпочёл более символичный — так в прямых линиях он видел Дзержинского. Монумент торжественно открыли первые лица Азербайджана и высшие чины КГБ СССР, а автора наградили Государственной премией Азербайджанской ССР. В 1990-е годы памятник был снесён.
Та же участь постигла и самую близкую сердцу Ахмета Бацкоевича работу, а именно лирический монумент композитору Узеиру Гаджибекову на его родине в городе Шуше. Первоначально проект композиции предполагал установку гранитного ансамбля, состоящего из нескольких оперных героев, окружавших фигуру музыканта. Однако к моменту перевода работы в гранит в связи началом распада СССР бюджет был сильно сокращён. Почти готовый ансамбль пришлось сократить до единичной фигуры. Спустя совсем немного лет после торжественного открытия работа была разрушена, оказавшись в зоне Карабахского конфликта.
Скончался 21 сентября 2023 года.

## Монументы
- «Голубь Мира» — композиция Республик. Выставка, Баку 1952
- «Песня» — женская фигура Республик. Выставка, Баку 1967
- «Молодой музыкант» — фигура мальчика, Баку, Министерство Культуры (бронза)
- В. И. Ленин. Памятник, город Дашкесан 1961
- А. С. Пушкин — фигура. Фасад библиотеки М. Ф. Ахундова, Баку
- Мемориал павшим воинам, г. Локбатан 1976 (бетон)
- Ф. Э. Дзержинский — монумент, г. Баку 1977 (гранит)
- Узеир Гаджибеков — памятник, г. Шуща (гранит)
- Ахмед Джавад — памятник, г. Шамхор (гранит)
- Нефтяник Гюльбала Алиев — памятник, г. Баку, Баилово, НГДУ

## Мемориальные памятники

Мемориальная доска на доме, в котором жил Азиз Алиев (Баку)

- Азиз Алиев — выдающийся политический деятель (гранит)
- Алиовсет Гулиев — историк (гранит)
- Шамама Алескерова — врач (гранит)
- Ариф Гейдаров — Министр ВД (гранит)
- С. И. Кязимов — Герой Советского Союза (гранит)
- Асадов — Министр ВД (гранит)
- Гюльбала Алиев — (гранит)

- Вели Ахундов — (гранит)

Мемориальная доска Вели Ахундова в Баку (Баку)

- Гейдар Алиев — первый президент Азербайджана, Фонд Гейдара Алиева

## Бюсты (портреты)
- Джафар Джабарлы — г. Баку, Музей Низами, 1956 (мрамор)
- М. Ф. Ахундов — г. Баку, Музей Низами, 1957 (мрамор)
- Хагани полуфигура — г. Баку, Музей Низами (гипс)
- Узеир Гаджибеков — г. Баку, Дом-музей (мрамор)
- Зардаби фигура — г. Баку, Музей Низами (мрамор)
- Нариман Нариманов — г. Баку, Музей искусств, 1971(бронза)
- Нариман Нариманов — г. Баку, Музей Низами (мрамор)
- Горький — г. Москва, Союз Художников СССР (дерево, орех)
- Мой друг — г. Баку, Мин. Культуры (бронза)

## Мастерская скульптора
- Шахрияр — портрет (бронза)
- Саттар Бахлулзаде — портрет (пластилин)
- М.Горький — портрет (гипс)
- Л. Н. Толстой — портрет (гипс)
- А. С. Пушкин — портрет (мрамор)
- «Юность» — фигура (мрамор)
- «Детство» — портрет (пластилин)

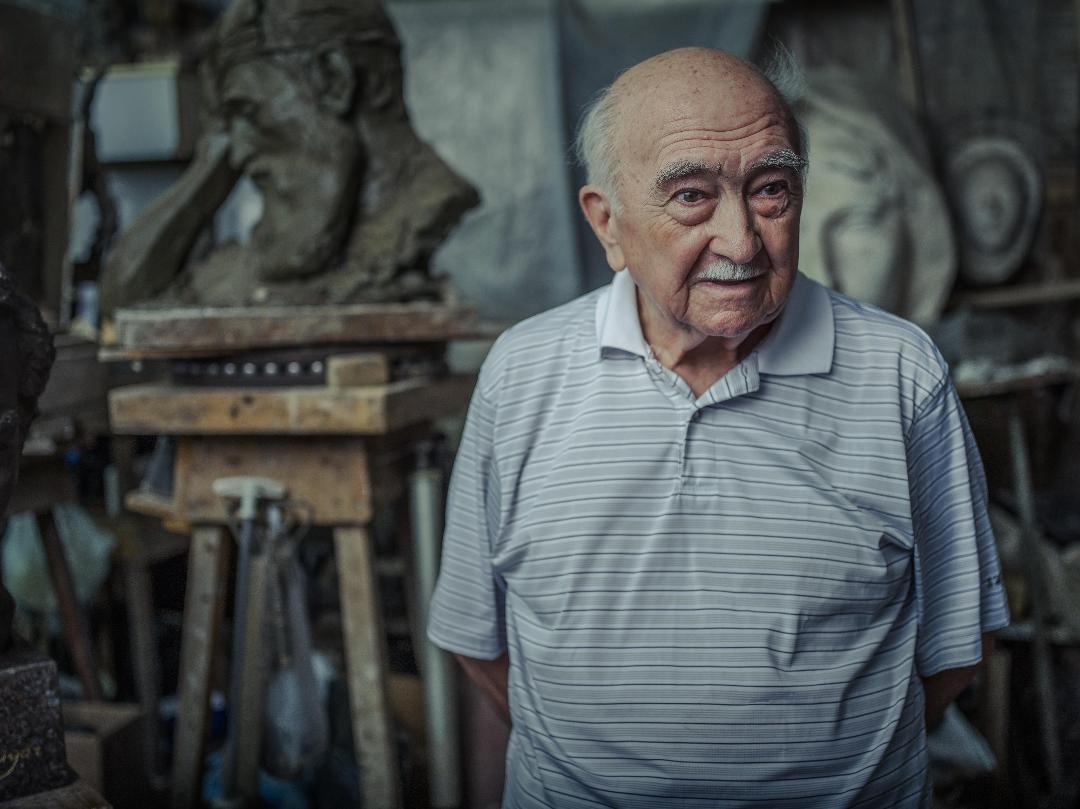
Ахмет Цаликов с портретом Физули его работы

- Ахмет Цаликов с портретом Физули его работы«Старость» — портрет (гипс)
- Физули — портрет (пластилин)
- «Мама» — барельеф (гипс)
- «Мугам» — фигура (пластилин)
- Обнаженная — фигура (мрамор)
- Пожилая азербайджанка — портрет (гипс)
- Портрет Изы — супруга художника (гипс)

## Галерея работ А. Б. Цаликова

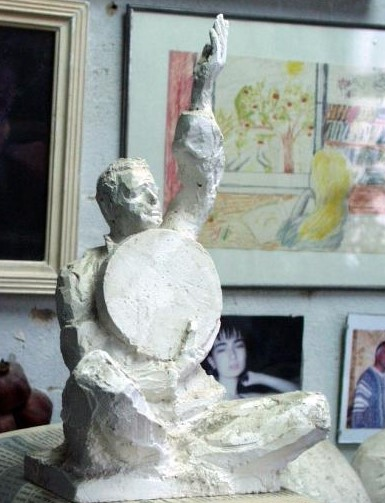
Исполнитель мугама работы Ахмета Цаликова
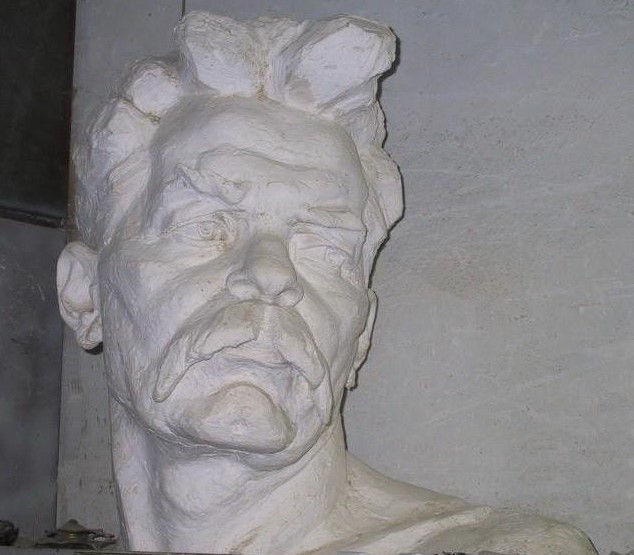
Максим Горький работы Ахмета Цаликова
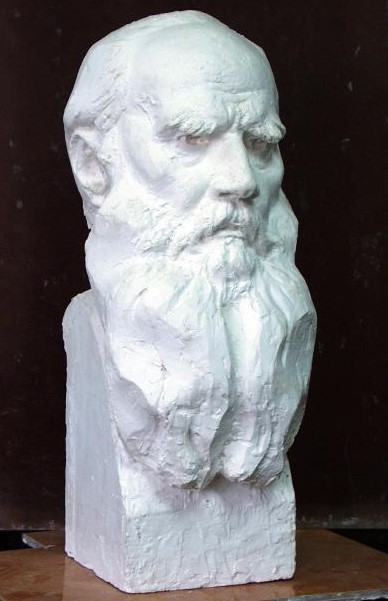
Лев Толстой работы Ахмета Цаликова
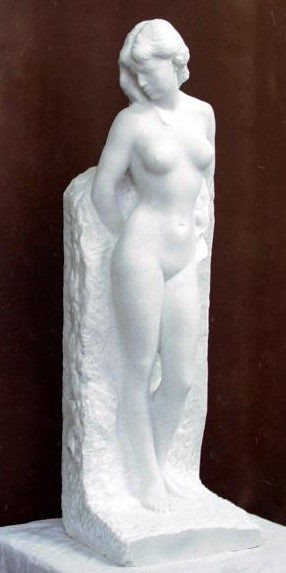
Обнажённая - работы Ахмета Цаликова
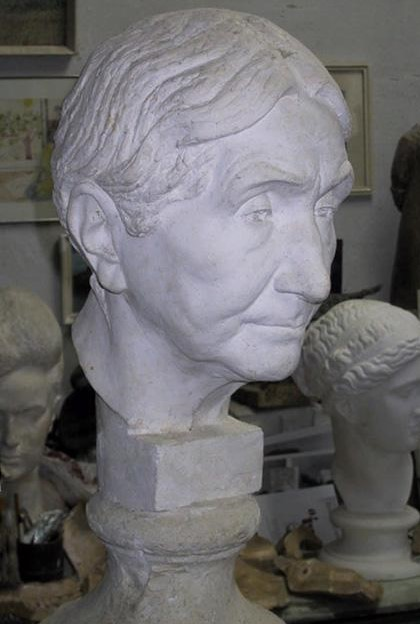
Пожилая азербаиджанка работы Ахмета Цаликова
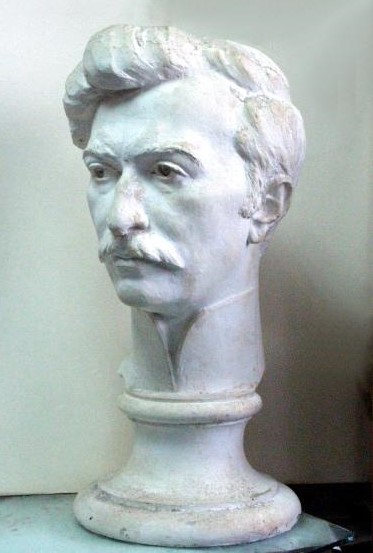
Портрет Бакиханова работы Ахмета Цаликова
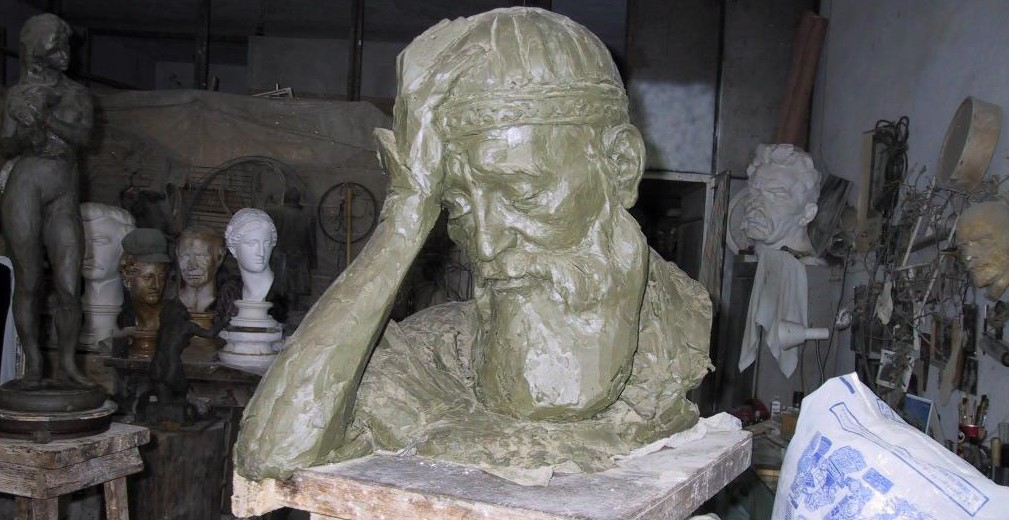
Физули работы Ахмета Цаликова
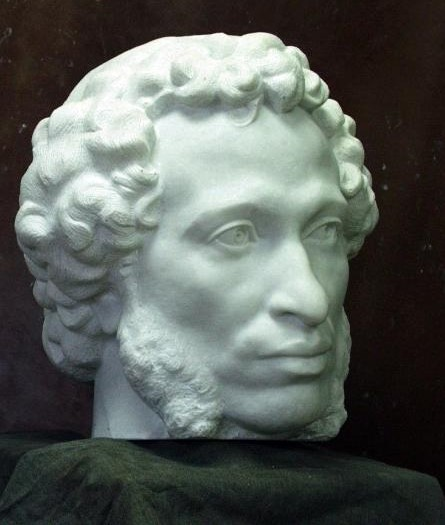
Александр Пушкин работы Ахмета Цаликова
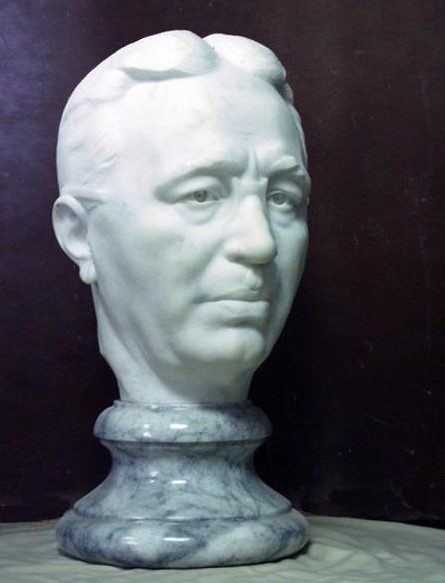
Гаджибеков работы Ахмета Цаликова
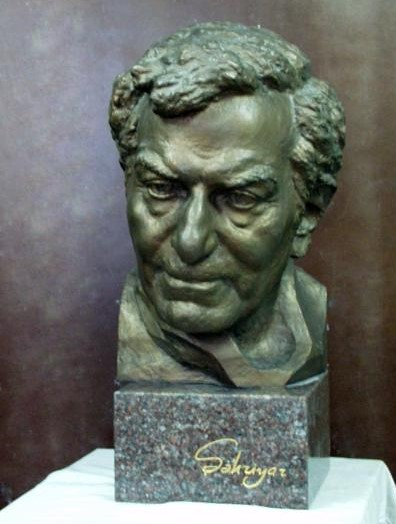
Шахрияр работы Ахмета Цаликова
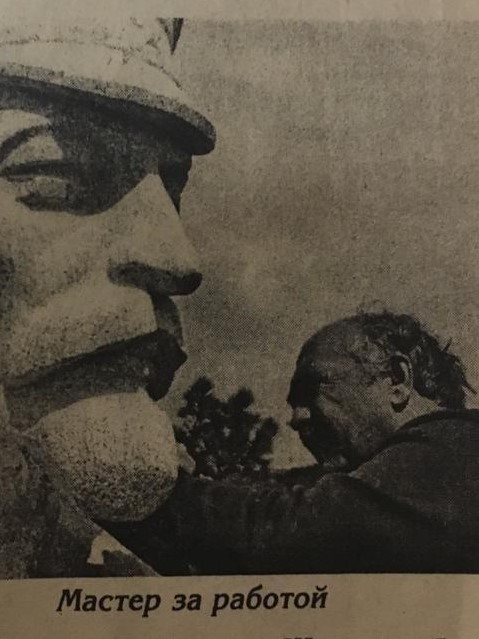
Ахмет Цаликов за работой над памятником Дзержинскому. Из статьи в Независимой газете к 75-летию скульптора
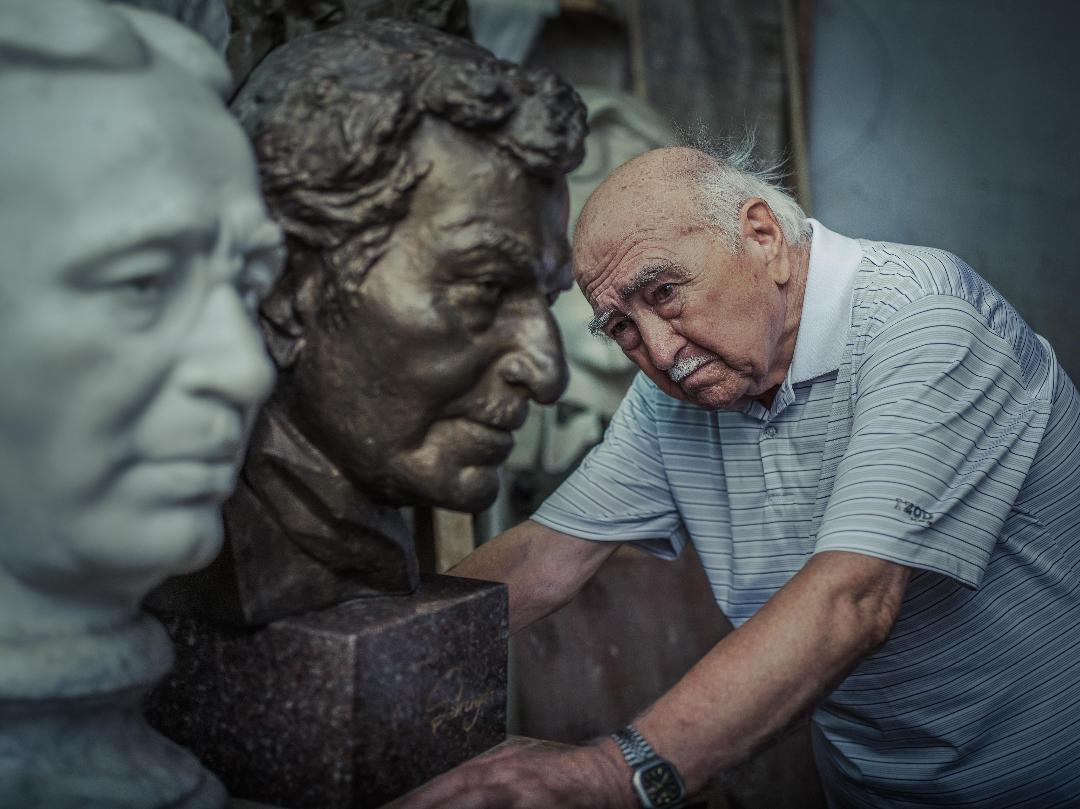
Ахмет Цаликов за работой над портретами: Шахрияр и Гаджибеков